# Callirhoe triangulata
Callirhoe triangulata är en malvaväxtart som först beskrevs av Leavenworth, och fick sitt nu gällande namn av Samuel Frederick Gray. Callirhoe triangulata ingår i släktet Callirhoe och familjen malvaväxter. Inga underarter finns listade i Catalogue of Life.